# Red Hot Chili Peppers
Red Hot Chili Peppers («Ред-Хот-Чилі-Пепперс», від англ. Red Hot Chili Peppers — «червоні гострі перці чилі») — американський рок-гурт, створений у 1983 році в Каліфорнії вокалістом Ентоні Кідісом, басистом Майклом Белзарі (відомішим як Флі), гітаристом Хілелом Словаком і барабанщиком Джеком Айронсом. У музиці поєднуються елементи альтернативного року, фанку, панк-року і психоделічної музики. У всьому світі продано близько 60 мільйонів копій їхніх альбомів.

## Історія гурту

### Ранні роки (1983—1984)
Історія гурту Red Hot Chilly Peppers з Лос-Анджелеса починається на початку 1980-х років, коли старшокласники Ентоні Кідіс, гітарист Гіллел Словак, бас-гітарист Майкл Балзарі, який взяв собі псевдонім Флі, і барабанщик Джек Айронз зібралися разом для випадкового виступу з гуртом Gary and Neighbor's Voice. Фактично весь виступ гурту (який тоді називався Tony Flow & the Miraculously Majestic Masters of Mayhem) було чистою імпровізацією музикантів і Кідіс, який речитативом читав вірші власного твору. У Словака та Айронза вже був свій гурт What Is This?, І вони не розраховували на подальшу співпрацю, однак цей виступ настільки сподобався організаторам, що вони запросили хлопців зіграти через тиждень. Гурт взяв назву Red Hot Chili Peppers і почав виступати по різних клубах міста. Матеріал цього періоду пішов на демо-запис гурту. Через деякий час Red Hot Chili Peppers потрапили в поле зору лейблу EMI — незабаром What Is This? теж підписали контракт з лейблом MCA, у зв'язку з чим пішли Словак і Айронз, які вважали «перців» лише сайд-проєктом. Новим барабанщиком став друг Флі Кліфф Мартінез, а гітаристом після кількох прослуховувань став Джек Шерман.

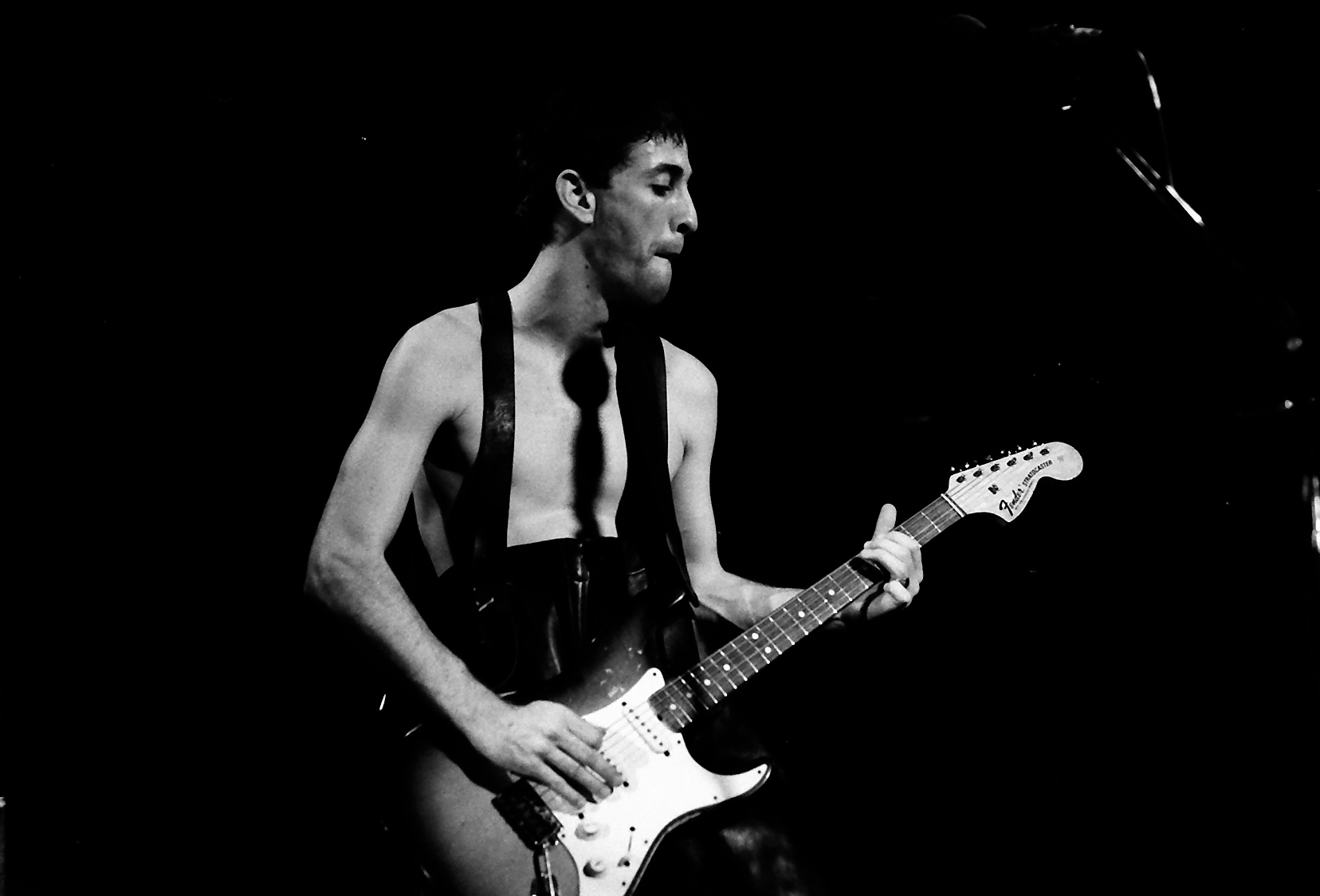
Гіллел Словак в 1983 році

Продюсером дебютного альбому став Енді Гілл (з Gang Of Four). За словами Кідіс, він не зовсім прийняв ідеологію гурту, в результаті звучання стало чистим і прилизаним. Альбом вийшов в серпні 1984 р. і мав слабкий успіх, однак, багато в чому завдяки університетським радіостанціям і MTV, кількість фанатів стала збільшуватися. У наступному турі Кідіс і Шерман так і не змогли порозумітися, і гітаристом знову став Словак, який розчарувався в What Is This?.

### Freaky Styley,The Uplift Mofo Party Planі смерть Словака (1985—1988)
Продюсером наступного альбому виступив відомий музикант Джордж Клінтон, який вдало знайшов «звук» гурту із панку, фанку та інших стилів. Співпраця вилилася в альбом Freaky Styley, який вийшов в серпні 1985 р. і мав трохи більший успіх, ніж його попередник. Музика і тексти пісень багато в чому відбивали пристрасть музикантів до героїну, що почалася в цей період. Попри відсутність у публіки інтересу до диска, сам гурт був ним задоволений. Тоді ж Red Hot Chili Peppers з'явилися у фільмах Tough Guys і Thrashin. Вже під час запису і в турі проблема наркотиків постала особливо гостро. Кідіс на репетиціях був присутній в напівсонному стані і по закінченню туру йому дали місяць на реабілітацію, своє слово вокаліст дотримав. Більш того, очистившись, він відчув новий приплив творчих сил.
Навесні 1986 року гурт вирішує почати роботу над демо-записами нового альбому, вибравши як продюсера Кіта Левіна, який також був героїновим наркоманом. Справа дійшла до того, що частина бюджету, виділеного лейблом на демо-плівку, Левен і Словак вирішили витратити на наркотики, викликало невдоволення інших учасників. Мартінез був звільнений, оскільки втратив інтерес до гурту, а на його місце несподівано для всіх повернувся Айронс. Кідіс приєднався вже під час запису альбому The Uplift Mofo Party Plan. Спочатку планувалося запросити для роботи продюсера Ріка Рубіна, але той відмовився. В остаточному підсумку Red Hot Chili Peppers зв'язалися з Майклом Бейнгорном. Планувалося витратити на альбом 10 днів, а пісні доробляти в процесі запису. Матеріал вийшов у типовому фанковому ключі, але з великим впливом панк-року.
Процес запису йшов нелегко, в основному через Кідіса, який знову захопився героїном. З усім тим, робота рухалася, а музиканти були задоволені результатом. The Uplift Mofo Party Plan, що вийшов у вересні 1987 року з'явився в хіт-парадах, що було для гурту першим успіхом. Гурт поїхав в турне. У цей час і Кідіс, і Словак вже щільно сиділи на наркотиках, часто втрачаючи зв'язок з реальністю. В кінці червня 1988 року, незабаром після закінчення концертного туру, Словак помер. Кідіс не був присутній на похороні, оскільки порахував подію ілюзією. Айронс вирішив піти, оскільки не хотів грати в гурті, «де вмирають його друзі». Пізніше він ненадовго увійшов до складу Pearl Jam. Кідіс і Флі, порадившись, вирішили продовжити справу, яку вони почали зі Словаком.

## Учасники гурту

### Теперішні учасники
- Ентоні Кідіс (англ. Anthony Kiedis) — вокал
- Фрусчанте Джон (англ. John Frusciante) — гітара, бек-вокал
- Флі / Майкл Белзарі (англ. Flea / Michael Balzary) — бас-гітара, бек-вокал, труба
- Чед Сміт (англ. Chad Smith) — барабани

### Колишні учасники
- Клінґгоффер Джош (англ. Josh Klinghoffer) — гітара
- Гіллел Словак (англ. Hillel Slovak) — гітара
- Джек Айронс (англ. Jack Irons) — барабани
- Джек Шерман (англ. Jack Sherman) — гітара
- Кліфф Мартінез (англ. Cliff Martinez) — барабани
- Дейв Наваро (англ. Dave Navarro) — гітара

## Дискографія
- The Red Hot Chili Peppers (10 серпня 1984)
- Freaky Styley (16 серпня 1985)
- The Uplift Mofo Party Plan (23 вересня 1987)
- Mother's Milk (16 серпня 1989)
- Blood Sugar Sex Magik (24 вересня 1991)
- One Hot Minute (12 вересня 1995)
- Californication (8 червня 1999)
- By the Way (9 липня 2002)
- Stadium Arcadium (9 травня 2006)
- I'm with You (29 серпня 2011)
- The Getaway (17 червня 2016)
- Unlimited Love (1 квітня 2022)
- Return of the Dream Canteen (14 жовтня 2022)

## Книги про гурт
Koziczynski Bartek.:Red Hot Chili Peppers kalifornizacja. — In Rock, Poznan, 2002, 136 с., 16,3×23,3, ISBN 83-86365-65-X

## Концерти в Україні
RHCP дали свій перший концерт в Україні на НСК «Олімпійський» 25 липня 2012.
Наступний концерт RHCP відбувся на НСК «Олімпійський» в Києві 6 липня 2016.

#### Підтримка України
На тлі повномасштабного вторгнення Росії  у Україну підтримали Україну закликали допомогти світових лідерів у боротьбі з окупантами та додати захист для біженців 
У вересні 2022 року Ентоні Кідіс вийшов на концерті Маямі з жовто блакитним прапором.